# San Mateo Parra
San Mateo Parra är en ort i Mexiko.   Den ligger i kommunen Tepeaca och delstaten Puebla, i den sydöstra delen av landet, 140 km öster om huvudstaden Mexico City. San Mateo Parra ligger 2 245 meter över havet och antalet invånare är 2 253.
Terrängen runt San Mateo Parra är kuperad västerut, men österut är den platt. Runt San Mateo Parra är det ganska tätbefolkat, med 120 invånare per kvadratkilometer. Närmaste större samhälle är Tepeaca, 4,8 km sydväst om San Mateo Parra. Omgivningarna runt San Mateo Parra är en mosaik av jordbruksmark och naturlig växtlighet.